# Франтишек Штамбахр
Франтишек Штамбахр (чеш. František Štambachr; Чебин 13. фебруар 1953) је бивши чешки фудбалер, репрезентативац Чехословачке, носилац златне медаље са Љетњих олимпијских игара у Москви 1980. године. Такође је освајач златне медаље на Европском првенству у фудбалу 1976. и Европском првенству у фудбалу 1980. Учесник је и Свјетског првенства у фудбалу 1982. у Шпанији.

## Каријера
У младости је играо за ФК Сокол Чебин и КПС Брно. У ФК Дукла Праг прелази 1972. године и ту је провео највећи дио своје играчке каријере. За овај тим је одиграо 288 лигашких утакмица и постигао 31 гол. Освојио је три пута првенство (1977, 1979. и 1982) и два пута куп (1981. и 1983) На крају каријере је отишао у Грчку гдје је наступао прво за ФК АЕК Атина, а затим и за ФК Аполон Смирна из Атине. У априлу 2013. добио је награду "Валцав Јира" за допринос чехословачком фудбалу. У Купу европских шампиона одиграо је 8 мечева,у Купу победника купова одиграо је 5 утакмица и постигао 3 гола, а Купу УЕФА одиграо је 13 утакмица. За репрезентацију Чехословачке одиграо је 31 меч и постигао 5 голова. Носилац златне медаље са Љетњих олимпијских игара у Москви 1980. године. Такође је освајач златне медаље на Европском првенству у фудбалу 1976. (иако није улазио у игру) и Европском првенству у фудбалу 1980.. Учесник је и Свјетског првенства у фудбалу 1982. у Шпанији.

## Лигашки учинак
| Сезона                               | Утакмица | Голова | Минута | Клуб              |
| ------------------------------------ | -------- | ------ | ------ | ----------------- |
| 1. чехословачка лига 1972/73         | 1        | 0      | 20     | ФК Дукла Праг     |
| 1. чехословачка лига 1973/74         | 29       | 4      | –      | ФК Дукла Праг     |
| 1. чехословачка лига 1974/75         | 23       | 1      | –      | ФК Дукла Праг     |
| 1. чехословачка лига 1975/76         | 29       | 6      | –      | ФК Дукла Праг     |
| 1. чехословачка лига 1976/77         | 26       | 8      | –      | ФК Дукла Праг     |
| 1. чехословачка лига 1977/78         | 28       | 0      | –      | ФК Дукла Праг     |
| 1. чехословачка лига 1978/79         | 28       | 2      | –      | ФК Дукла Праг     |
| 1. чехословачка лига 1979/80         | 24       | 1      | –      | ФК Дукла Праг     |
| 1. чехословачка лига 1980/81         | 20       | 1      | –      | ФК Дукла Праг     |
| 1. чехословачка лига 1981/82         | 23       | 4      | –      | ФК Дукла Праг     |
| 1. чехословачка лига 1982/83         | 29       | 0      | –      | ФК Дукла Праг     |
| 1. чехословачка лига 1983/84         | 28       | 4      | –      | ФК Дукла Праг     |
| Алфа Етники 1984/85                  | 9        | 0      | –      | ФК АЕК Атина      |
| Алфа Етники 1984/85                  | 12       | 3      | –      | ФК Аполон Смирна  |
| Чешка народна фудбалска лига 1985/86 | 13       | 0      | –      | FK Mladá Boleslav |
| Чешка народна фудбалска лига 1986/87 | 15       | 0      | –      | FK Mladá Boleslav |
| УКУПНО 1. чехословачка лига          | 288      | 31     | –      |                   |
| УКУПНО Алфа Етники                   | 21       | 3      | –      |                   |
| УКУПНО Чешка народна фудбалска лига  | 28       | 0      | –      |                   |